# Kami-sama no memo-chō
Kami-sama no Memo-chō (神様のメモ帳? lett. "taccuino di dio"), conosciuto anche come Heaven's Memo Pad nell'edizione inglese e come God's Memo Pad o God's Notebook, è una serie di light novel giapponese scritta da Hikaru Sugii e illustrata da Mel Kishida. Essa è stata pubblicata per la prima volta in Giappone dall'editore ASCII Media Works sotto l'etichetta della Dengeki Bunko dal 25 gennaio 2007 al 10 settembre 2014 per un totale di 9 romanzi pubblicati.
Un adattamento a manga sempre scritto da Sugii ma disegnato da Tiv è stato pubblicato da ASCII Media Works sulla rivista Dengeki Daioh e la sua serializzazione è iniziata nel mese di giugno del 2010 per poi concludersi nel luglio del 2012.
Nel 2011 lo studio d'animazione J.C.Staff si è occupato della creazione di un adattamento animato della serie composto da 12 episodi. Esso è diretto da Katsushi Sakurabi e la sua colonna sonora è stata composta da Taku Iwasaki (noto anche per la colonna sonora dell'adattamento animato di Soul Eater). La serie TV anime è stata trasmessa per la prima volta su AT-X, che ha contribuito alla produzione, dal 2 luglio al 24 settembre 2011 e poi nei giorni seguenti è stata riproposta anche su altre reti tra cui Chiba TV e Tokyo MX.

## Trama
La storia è incentrata intorno a Narumi Fujishima, uno studente di scuola superiore che non trova particolare interesse nella scuola al punto da non ricordare i nomi dei suoi compagni di classe. Tuttavia, in una catena di eventi, egli entra a far parte del “Club di giardinaggio” della sua scuola i cui membri consistono nella sola Ayaka Shinozaki, compagna di classe di Narumi. Egli successivamente entra a far parte dell'agenzia NEET, un'agenzia di detective dilettante formata da disoccupati, NEET e disadattati sociali che si impegnano a risolvere piccoli casi su commissione, aiutati spesso da una branca della Yakuza. L'agenzia NEET è guidata da Alice, un'infantile ragazzina affetta dal disturbo di hikikomori. Alice non lascia mai la sua stanza, arredata solo da monitor per computer e animali di peluche. Grazie alle sue abilità di hacker, utilizzate in tutti i casi trattati, detiene la fama di grande detective nel mondo dell'investigazione. Durante tutto il corso della storia, Narumi, accompagnato da altri membri dell'agenzia, risolve i crimini e gli omicidi attraverso le risorse limitate a disposizione e al fine intelletto di Alice.

## Personaggi

I protagonisti nella serie anime. Narumi e Alice

Alice (アリス?) / Yūko Shionji (紫苑寺 有子?, Shionji Yūko)
Doppiata da: Minako Kotobuki (drama CD), Yui Ogura (anime)
Misteriosa ragazza che abita al terzo piano dell'edificio che ospita il negozio venditore di ramen Hanamaru. La sua età è sconosciuta, ma dal suo aspetto sembra che abbia 12 o 13 anni. Di statura è bassa, ha un viso pallido e lunghi capelli neri. Lei si fa chiamare Alice (una lettura mista dei kanji di Yūko) ed è nota come una "NEET Detective". È una hikikomori e una geniale Hacker. La sua dieta è basata praticamente solo su Dr Pepper e porri e soffre di forte insonnia. Alice è sempre vestita con un pigiama raffigurante orsi ed è sempre circondata da una pila di orsacchiotti di peluche. Lei è la mente del NEET Detective Team e da agli altri le informazioni per risolvere i casi tramite il suo laptop, senza mai uscire dalla sua camera da letto.
Narumi Fujishima (藤島 鳴海?, Fujishima Narumi)
Doppiato da: Atsushi Abe (drama CD), Yoshitsugu Matsuoka (anime)
Protagonista della storia. Narumi è un comune studente liceale giapponese di 16 anni. Vive con sua sorella maggiore e a causa dei frequenti cambi di scuola è divenuto introverso. Sua madre morì prima della narrazione degli eventi quando lui era piccolo, mentre suo padre è sempre via di casa per lavoro. È lui assieme ai lavori part-time della sorella che permettono a lei e a Narumi di riuscire a vivere tranquillamente da soli. Egli viene introdotto a Hanamaru dalla sua compagna di classe Ayaka, dove incontra Min (la proprietaria del negozio), Alice, e i membri del NEET Detective Team.
Ayaka Shinozaki (篠崎 彩夏?, Shinozaki Ayaka)
Doppiata da: Yōko Honda (drama CD), Ai Kayano (anime)
Ayaka è una ragazza molto attiva e gioiosa ed è una compagna di classe di Narumi. Lavora part-time presso il negozio di ramen chiamato Nanamaru. Lei è l'unico membro del club di giardinaggio, ma riesce ad aggiungere anche Narumi entrando a far parte in cambio del club di Informatica di cui il giovane è membro poiché è in cerca di nuovi membri. Inizia così la sua amicizia con lui. In seguito lei salta giù dal tetto della scuola misteriosamente ferendosi e cadendo in coma. A causa di ciò Narumi fa una richiesta ad Alice: capire perché lei sia saltata dal tetto. Ayaka alla fine recupera conoscenza, ma inizia a soffrire di amnesia e non riesce a ricordare nulla di Narumi.
Tetsu (テツ?) / Tetsuo Ichinomiya (一宮 哲雄?, Ichinomiya Tetsuo)
Doppiato da: Kenji Takahashi (drama CD), Masaya Matsukaze (anime)
Uno dei membri del NEET Detective Team. Ex-boxer e dipendente dal gioco d'azzardo, ama i giochi con i dadi e le corse di cavalli. Tetsu è uno degli ex-studenti della scuola di Narumi ed è in contatto con la polizia locale.
Shōsa (少佐?) / Hitoshi Mukai (向井 均?, Mukai Hitoshi)
Doppiato da: Nobuhiko Okamoto (drama CD), Kouki Miyata (anime)
Uno dei membri del NEET Detective Team. Egli è uno studente universitario, ma lui appare come un ragazzo delle scuole elementari. Raramente è presente in classe ed è iscritto per utilizzare la biblioteca dell'università. Shōsa è un otaku militare che trascorre la maggior parte del tempo in giochi di sopravvivenza ed indossa sempre un completo da soldato. È un esperto di dispositivi di spionaggio. Il suo soprannome, "Shōsa", è il corrispettivo giapponese di "maggiore" o "tenente comandante".
Hiro (ヒロ?) / Hiroaki Kuwabara (桑原 宏明?, Kuwabara Hiroaki)
Doppiato da: Junji Majima (drama CD), Takahiro Sakurai (anime)
Uno dei membri del NEET Detective Team e il solo con licenza per guidare. A causa della sua bellezza e del suo aspetto di gentiluomo è abbastanza popolare tra le ragazze, quindi ha molte fidanzate nello stesso tempo. Narumi pensa che lui sia un gigolo. Hiro si vede spesso con due cellulari mentre scrive adorabili sms per due differenti ragazze nello stesso momento. Colleziona informazioni o immagini e è un esperto di investigazione.
Yondaime (四代目?) / Sōichirō Hinamura (雛村 壮一郎?, Hinamura Sōichirō)
Doppiato da: Kenta Miyake (drama CD), Daisuke Ono (anime)
Egli è il capo e il fondatore di un gruppo di giovani NEET yakuza chiamato Hirasaka-gumi. Ha un aspetto feroce e una violento atteggiamento. Spesso offre una mano nei casi di Alice. Yondaime è anche bravo nelle arti tessili e risponde alle chiamate di Alice quando c'è uno dei suoi orsacchiotti da riparare.
Meo (メオ?) / Charuni (チャルニー?, Charunī)
Doppiata da: Saki Ogasawara
Meo è una ragazza Thai quattordicenne di carnagione scura. Suo padre, Kusakabe Masaya, è un giapponese sposato con una donna Thai che scomparve in Giappone. Meo chiede aiuto al NEET Detective Team per cercare suo padre scomparso dopo aver ricevuto una sua chiamata nella quale le chiedeva di prendere una borsa contenente duecento milioni di banconote yen e di andarsene in un posto sicuro. Vive in Giappone da quando lei ha cinque anni, così lei parla giapponese scorrevolmente. Il suo soprannome, Meo, è derivato da "Maeo" (Thai: แมว; pronuncia: [mæːw])), una parola Thai significante gatto. E il suo nome, Charuni (Thai: จารุณี), è una parola Thai derivata da Pāḷi, Cāruṇī, significante una piccola ragazza carina.

## Media

### Light novel
La serie di light novel Kami-sama no memo-chō è scritta da Hikaru Sugii, con le illustrazioni realizzate da Mel Kishida. Il primo volume fu pubblicato il 25 gennaio 2007 sotto l'etichetta della Dengeki Bunko di ASCII Media Works; mentre l'ultimo il 10 settembre 2014, per un totale di nove volumi.
| Nº | Giapponese 「Kanji」 - Rōmaji | Data di prima pubblicazione              | Data di prima pubblicazione |
| Nº | Giapponese 「Kanji」 - Rōmaji | Giapponese                               |                             |
| 1  | 「神様のメモ帳」 - Kami-sama no memo-chō | 25 gennaio 2007 ISBN 978-4-8402-3691-1   |                             |
| 2  | 「神様のメモ帳 2」 - Kami-sama no memo-chō 2 | 25 giugno 2007 ISBN 978-4-8402-3888-5    |                             |
| 3  | 「神様のメモ帳 3」 - Kami-sama no memo-chō 3 | 10 giugno 2008 ISBN 978-4-0486-7097-5    |                             |
| 4  | 「神様のメモ帳 4」 - Kami-sama no memo-chō 4 | 10 luglio 2009 ISBN 978-4-0486-7910-7    |                             |
| 5  | 「神様のメモ帳 5」 - Kami-sama no memo-chō 5 | 10 maggio 2010 ISBN 978-4-0486-8543-6    |                             |
| 5  | Capitoli (traduzioni letterali dei titoli) - 001. Dettagli della zuppa Hanamaru (はなまるスープ顛末?, Hanamaru Sūpu tenmatsu) - 002. L'amato dottore del detective (探偵の愛した博士?, Tantei no ashita hakase) - 003. Manuale dell'eroe per un enorme capitolo idiota (大バカ任侠入門編?, Ōbaka ninkyō nyūmon-hen) - 004. I 21 lanci di quell'estate (あの夏の21球?, Ano natsu no 21-kyū) |                                          |                             |
| 6  | 「神様のメモ帳 6」 - Kami-sama no memo-chō 6 | 10 febbraio 2011 ISBN 978-4-0487-0272-0  |                             |
| 6  | Capitoli (traduzioni letterali dei titoli) - L'ultima lezione del maestro Gigolo (ジゴロ先生、最後の授業?, Gigolo-sensei, saigo no jugyō) |                                          |                             |
| 7  | 「神様のメモ帳 7」 - Kami-sama no memo-chō 7 | 10 luglio 2011 ISBN 978-4-0487-0691-9    |                             |
| 8  | 「神様のメモ帳 8」 - Kami-sama no memo-chō 8 | 10 settembre 2011 ISBN 978-4-0487-0810-4 |                             |
| 9  | 「神様のメモ帳 9」 - Kami-sama no memo-chō 9 | 10 settembre 2014 ISBN 978-4-04-866728-9 |                             |

### CD Drama
Tre CD Drama sono stati prodotti da Lantis. Il primo, intitolato Oshare Sagi-shi no Matsuro (おしゃれサギ師の末路?), è stato pubblicato l'8 luglio 2009. Il secondo, intitolato Utahime no Kiken na Angle (歌姫の危険なアングル?), fu pubblicato il 7 maggio 2010. Un terzo CD Drama intitolato Shutter Chance no Uragawa (シャッターチャンスの裏側?) fu pubblicato il 9 novembre 2011, il cui cast presenta le stesse voci scelte per il doppiaggio della serie animata.

### Manga
Un adattamento a manga disegnato da Tiv è stato serializzato sulla rivista Dengeki Daioh di ASCII Media Works, dal numero di agosto 2010 al numero di settembre 2012, usciti rispettivamente il 26 giugno 2010 e il 27 luglio 2012. Il primo tankōbon è stato pubblicato il 4 aprile 2011 mentre l'ultimo il 27 agosto 2012 sotto l'etichetta Dengeki Comics di ASCII Media Works.
| Nº | Data di prima pubblicazione | Data di prima pubblicazione | Data di prima pubblicazione |
| Nº | Giapponese                  | Giapponese                  |                             |
| -- | --------------------------- | --------------------------- | --------------------------- |
| 1  | 4 aprile 2011               | ISBN 978-4-04-870329-1      |                             |
| 2  | 27 settembre 2011           | ISBN 978-4-04-870892-0      |                             |
| 3  | 27 agosto 2012              | ISBN 978-4-04-886931-7      |                             |

### Anime

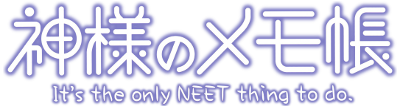
Logo della serie

Un adattamento animato della serie di light novel fu annunciato nel febbraio 2011. Sono stati trasmessi 12 episodi tra il 2 luglio e il 24 settembre 2011 con durata di 25 minuti per ciascun episodio ad eccezione del primo della durata di 44 minuti, e con J.C.Staff responsabile dell'animazione. La sigla d'apertura è Kawaru mirai di Choucho mentre quelle di chiusura sono Colorado Bulldog di Mr. Big (ep. 1) e Asunaro di Kenichi Suzumura (ep. 2-12).

#### Episodi
| Nº | Titolo italiano (traduzione letterale) Giapponese 「Kanji」 - Rōmaji                                                     | In onda           | In onda |
| Nº | Titolo italiano (traduzione letterale) Giapponese 「Kanji」 - Rōmaji                                                     | Giapponese        |         |
| 1  | Le due o tre cose che sai di lei 「彼女について知っている二、三の事柄」 - Kanojo ni tsuite shitteiru ni, san no kotogara | 2 luglio 2011     |         |
| 2  | Tu e la borsa da viaggio 「君と旅行鞄」 - Kimi to ryokō kaban                                                            | 16 luglio 2011    |         |
| 3  | Che cosa posso fare per quei due 「僕が二人にできること」 - Boku ga futari ni dekiru koto                                | 23 luglio 2011    |         |
| 4  | La storia dietro la Zuppa Hanamaru 「はなまるスープ顛末記」 - Hanamaru Sūpu tenmatsuki                                   | 30 luglio 2011    |         |
| 5  | Quello che lui sa di me 「あいつは俺を知っている」 - Aitsu wa ore o shitte iru                                           | 6 agosto 2011     |         |
| 6  | Sembra che io perderò 「僕は負けそうだ」 - Boku wa makesō da                                                             | 13 agosto 2011    |         |
| 7  | Qualunque cosa posso fare 「僕にできるすべて」 - Boku ni dekiru subete                                                   | 20 agosto 2011    |         |
| 8  | Non credo nel destino 「僕は運命を信じない」 - Boku wa unmei o shinjinai                                                 | 27 agosto 2011    |         |
| 9  | I 21 lanci di quell'estate 「あの夏の21球」 - Ano natsu no 21-kyū                                                        | 3 settembre 2011  |         |
| 10 | Riguardo te 「きみについて」 - Kimi nitsuite                                                                             | 10 settembre 2011 |         |
| 11 | Parte di me 「ぼくのかけら」 - Boku no kakera                                                                            | 17 settembre 2011 |         |
| 12 | Su di me, te e lei 「君と僕と彼女のこと」 - Kimi to boku to kanojo no koto                                               | 24 settembre 2011 |         |

## Accoglienza
A luglio 2011 la serie di light novel ha venduto oltre un milione di copie in Giappone. La light novel è arrivata al 10º posto nel 2011 nella guida di light novel annuale di Takarajimasha Kono light novel ga sugoi!.